# La France (Rose)
Die Rosensorte La France wurde 1867 von Jean-Baptiste André Guillot gen. „Guillot fils“ (1827–1893) in Frankreich gefunden und eingeführt. Die Rose ist berühmt und wurde lange Zeit als die erste Teehybride bezeichnet. Sie bildet in der Geschichte der Rosenzüchtung den Wendepunkt zwischen alten Rosen und modernen Rosen.
Da die Sorte nicht gezielt gezüchtet wurde, kann über ihre Abstammung nur spekuliert werden. Möglicherweise ist sie eine Kreuzung der gelben Teerose 'Madame Falcot' (Guillot 1858) mit einer Remontantrose.
'La France' hat dicht gefüllte, etwas wirre Blüten mit starkem Damaszener-Duft. Die Farbe ist ein silbrig schimmerndes Rosa, mit etwas dunklerer Außenseite. Die Knospen sind länglich und öffnen sich zu großen Blüten mit einer für Teehybride typischen hochgebauten Form und einem Durchmesser von 9 cm. Sie wachsen einzeln oder in kleinen Gruppen und erscheinen bis zum Herbst. Die langen Blütenstiele sind etwas schwach, dadurch hängen sie oft herunter.
Die Sorte ist reich blühend, wird 60 bis 150 cm hoch und etwa 90 cm breit, und hat mittelgrünes Laub. Obwohl 'La France' etwas anfällig für Pilzkrankheiten ist, ist sie heute noch als Sammlerrose beliebt. Sie eignet sich an guten Standorten und mit genügend Pflege für die Pflanzung als Beetrose, im Gewächshaus oder auch im Kübel.